# يورغن شليغيل
يورغن شليغيل (بالألمانية: Jürgen Schlegel)‏ (مواليد 3 أكتوبر 1940) هو ملاكم ألماني شرقي، مثّل بلاده في الألعاب الأولمبية الصيفية في دورتي 1964 و1968.

## روابط خارجية
يورغن شليغيل على موقع أوليمبيديا (الإنجليزية)